# Bathybates vittatus
Bathybates vittatus är en fiskart som beskrevs av Boulenger, 1914. Bathybates vittatus ingår i släktet Bathybates och familjen Cichlidae. IUCN kategoriserar arten globalt som livskraftig. Inga underarter finns listade.